# Bremer Ruderverein von 1882
Der Bremer Ruderverein von 1882 (BRV) ist ein Sportverein aus Bremen.

## Geschichte  und Lage
Der Verein wurde am 25. November 1882 gegründet. 1896 war Wilhelm Klebahn im Einer der erste Deutsche Meister des Vereins. Das 1906 an der Werderstraße erbaute Bootshaus wurde im Zweiten Weltkrieg zerstört. Das neue Bootshaus wurde dann auf den Mauern des alten Bootshauses errichtet und der Bremer Damenruderverein von 1930 wurde in den Verein integriert. Das Ruderrevier ist die Weser.

## Sportarten
Neben dem Rudersport bietet der Verein seit 1977 auch Tennis an.

## Bekannte Sportler
Gerd Meyer war 1987 Weltmeister im Leichtgewichts-Vierer ohne Steuermann und gewann im Jahr darauf eine Bronzemedaille. Oliver Rau wurde 1994 Weltmeisterschaftsdritter, wechselte aber dann zum benachbarten Bremer Ruder-Club Hansa.